# 이종태 (1860년)
이종태(李鍾泰, 1860년 ~ 1944년)는 조선 후기 순천광양구례(順天光陽舊例) 삼군(三郡) 수성장(守城將)과 민보장(民保將)을 지낸 무관(武官)으로, 호는 율정(栗亭), 본관은 성주 이씨이다.

## 생애
- 순천광양구례(順天光陽舊例) 삼군(三郡) 수성장(守城將)[2]과 민보장(民保將)을 지낸 인물이다.
- 성주 이씨 문열공파(文烈公派) 22代孫으로서 호는 율정(栗亭)이며 철종 경신(庚申) 1860년(一八六0年) 십이월(十二月) 이십팔일생(二十八日生)이다.
- 성주 이씨 족보 기록에 따르면 공(公)의 용모(容貌)와 풍채(風采)가 뛰어났으며 덕행(德行)이 순박(淳朴)하고 인정(人情)이 두터웠고 향당(鄕黨)이 우러러 공경하였으니, 비(碑)를 세워 그 사적(事績)을 명(銘)하였다고 쓰여있다.
- 갑신(甲申) 오월(五月) 십삼일(十三日) 졸(卒)
- 묘(墓)는 곡성군(谷城郡) 목사동면(木寺洞面) 동암전록신좌유비상망주석(東岩前麓辛座有碑床望柱石)

1. ↑  이종태(李鍾泰). 《성주이씨대종회 인터넷족보 7권 104페이지 2단(문열공파 22세)》. 7권 104페이지 2단: 성주이씨대종회. 104쪽. 2024년 7월 24일에 확인함.
2. ↑  “수성장(守城將), 산성(山城)에 머무르며 수성군(守城軍)을 이끌고 성(城)을 지키던 무관(武官)의 벼슬”. 네이버 한자사전.